# Abdelghani Mzoudi
Abdelghani Mzoudi (* 6. Dezember 1972 in Marrakesch; manchmal auch Abdul Ghani Mzoudi geschrieben; arabisch عبد الغني مزودي, DMG ʿAbd al-Ġanī Mazūdī) ist ein marokkanischer Staatsbürger, der in Deutschland in den Verdacht geriet, an den Anschlägen des 11. September 2001 beteiligt gewesen zu sein. Er wurde nach einem Aufsehen erregenden Prozess jedoch rechtskräftig freigesprochen.
Abdelghani Mzoudi wurde am 10. Oktober 2002 auf Grund eines Haftbefehls des Ermittlungsrichters des Bundesgerichtshofes vom 9. Oktober 2002 festgenommen und am 9. Mai 2003 von Generalbundesanwalt Kay Nehm vor dem Staatsschutzsenat des Hanseatischen Oberlandesgerichtes in Hamburg wegen der Mitgliedschaft in einer terroristischen Vereinigung sowie wegen Beihilfe zum Mord in mindestens 3.066 Fällen angeklagt. Ihm wurde zur Last gelegt, als Mitglied von al-Qaida an der Planung der Terroranschläge vom 11. September 2001 beteiligt gewesen zu sein. In dem Indizienprozess konnte Mzoudi die Beteiligung nicht nachgewiesen werden, so dass er noch vor Abschluss des Verfahrens aus der Haft entlassen und im Februar 2004 freigesprochen wurde. Das vom 14. August 2003 bis 5. Februar 2004 dauernde Strafverfahren erlangte internationales Aufsehen.

## Details des Prozesses

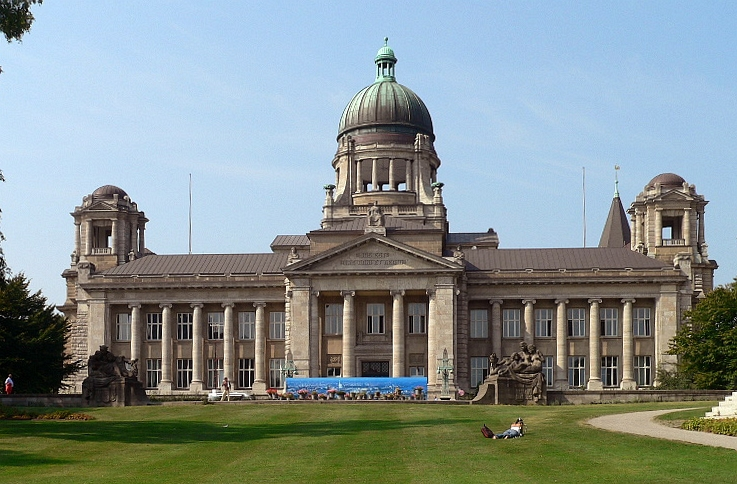
Hanseatisches OLG

### Anklage
In der am 9. Mai 2003 dem Hanseatischen Oberlandesgericht vorgelegten Anklageschrift ging die Staatsanwaltschaft davon aus, dass die Terroranschläge von 11. September 2001 von einem von al-Qaida beeinflussten Netzwerk gewaltbereiter fundamentalistischer Islamisten durchgeführt wurden, das den Dschihad in die Vereinigten Staaten tragen wollte. In Hamburg habe dabei eine Terrorzelle, zu der auch die bei den Anschlägen umgekommenen Mohammed Atta, Marwan Alshehhi und Ziad Jarrah gehört haben sollen, an der Planung, Vorbereitung und Durchführung der Anschläge mitgewirkt. Weitere Mitglieder der Hamburger Terrorzelle sollen Ramzi bin asch-Schaiba, Mounir al Motassadeq, Zakariya Essabar und Said Bahaji gewesen sein.
Die mutmaßlichen Terroristen sollen dabei spätestens im Frühsommer 1999 beschlossen haben, durch den Einsatz von Flugzeugen bei einem Anschlag mehrere tausend Menschen umzubringen. Dem in der Anklageschrift unterstellten Tatplan folgend, soll sich Mzoudi von April bis Juli 2000 in einem Ausbildungslager von al-Qaida aufgehalten haben. Dabei sollen sich die Zellenmitglieder mit Osama bin Laden getroffen und die Details des Anschlages abgesprochen haben.
Bis zuletzt solle Mzoudi in die Pläne der Attentäter eingeweiht gewesen sein. Gemeinsam mit al Motassadeq und Bahaji habe er die Abwesenheit der restlichen Mitglieder der Terrorgruppe verdeckt. Außerdem habe er die Finanzen Essabars erledigt, während sich dieser 2000 in Afghanistan aufgehalten haben soll. Auch um die Wohnungen mehrerer Mitglieder der Terrorzelle solle sich Mzoudi gekümmert haben.

### Prozess
Das Strafverfahren gegen Abdelghani Mzoudi wurde am 14. August 2003 vor dem Hanseatischen Oberlandesgericht eröffnet. Nachdem das Bundeskriminalamt bei einem Gerichtstermin am 11. Dezember 2003 ein Fax vorgelegt hatte, das den Tatverdacht gegen Mzoudi abschwächte, wurde der Haftbefehl aufgehoben. In dem Schreiben gab eine namentlich nicht genannte Person an, außer den Piloten habe in Hamburg nur bin asch-Schaiba Kenntnis von den Anschlägen gehabt. Das Gericht ging davon aus, dass nur bin asch-Schaiba selbst die Aussage gemacht haben konnte.
Mzoudi gab zu, mit Mohammed Atta befreundet gewesen zu sein und ihm Hilfsdienste geleistet zu haben, stritt jedoch eine Kenntnis von den geplanten Morden ab. Am 22. Januar 2004 sollte ein Urteil gesprochen werden, durch neue Erkenntnisse der Staatsanwaltschaft wurde dies jedoch verschoben.
Wichtige mögliche Belastungszeugen des Prozesses konnten nicht aussagen, da die Geheimdienste der Vereinigten Staaten diese in ihrem Gewahrsam hatten und nicht herausgaben. Die US-Behörden verweigerten dabei unter anderem Ramzi bin asch-Schaibas Aussage. Auch Bundesverfassungsschutzpräsident Heinz Fromm entlastete Mzoudi, da nach den Informationen des Bundesverfassungsschutzes die Anschläge nicht von einer Hamburger Studentengruppe geplant worden seien. Vielmehr seien die Angriffe von der obersten Führungsebene der als terroristisch eingestuften Organisation al-Qaida von Afghanistan aus vorbereitet worden.
Nach dem Eingang des Schreibens am 11. Dezember 2003 behauptete der US-Justizminister John Ashcroft, ohne Beweise dazu vorzubringen, Mzoudi habe die Terroristen unterstützt. Es sei von ihm nicht nachzuvollziehen, wie Mzoudi freigelassen werden könne. Ashcroft behauptete, die Vereinigten Staaten hätten ein Rechtssystem, das die Rechte der Angeklagten und den Schutz der nationalen Sicherheit gewährleiste. Mzoudis Verteidigerin Gül Pinar warf den deutschen Behörden indirekt vor, entlastende Dokumente zurückzuhalten: „Es muss irgendeine Behörde im deutschen Apparat gegeben haben, in der es jemand nicht mit seinem Gewissen vereinbaren konnte, dass ein solches entlastendes Dokument unter Verschluss bleibt und deswegen ein Unschuldiger verurteilt werde“, sagte sie in einem Interview mit der Jungen Welt.
Nach dem Auftauchen des Dokumentes veröffentlichte eine sozialistische Website Spekulationen, dass Otto Schily und John Ashcroft die Freilassung Mzoudis anstrebten, damit dieser nach einer Abschiebung nach Marokko von der CIA, ähnlich wie Muhammad Haidar Zammar, entführt werden könnte.
Das Oberlandesgericht kam daraufhin zu dem Ergebnis, dass in Hamburg keine Terrorzelle bestanden habe.
Mzoudis Verteidigung stellte einen Eilantrag gegen die drohende Abschiebung, dem stattgegeben wurde. Daraufhin präsentierte das Bundeskriminalamt den ehemaligen CIA-Agenten unter dem Decknamen „Hamid Reza Zakeri“, der auch für den iranischen Geheimdienst tätig war, als Überraschungszeugen. Dieser habe die Sicherheitsbehörden vor einem Anschlag um den 10. September 2001 gewarnt. Zakeri habe auch verlauten lassen, dass der Iran in die Anschläge des 11. September 2001 verwickelt war. Bei westlichen Geheimdiensten sei bekannt, dass Zakeri es mit der Wahrheit nicht genau nehme.
Abdelghani Mzoudi wurde am 5. Februar 2004 freigesprochen, da die angeklagte Tat nicht nachgewiesen werden konnte. Der Freispruch wurde am 9. Juni 2005 vom Bundesgerichtshof in Karlsruhe bestätigt.